# The Prince and Me 2: The Royal Wedding
The Prince and Me 2: The Royal Wedding (El príncipe y yo 2: la boda real en México), es una película estadounidense de 2006, dirigida por Catherine Cyran, la cual fue lanzada directamente a video. Está protagonizada por Luke Mably como el príncipe Edvard, Kam Heskin como Paige Morgan, y Clemency Burton-Hill como la Princesa Kirsten.
El filme comenzó a rodarse el 4 de julio de 2005 y se culminó en tan sólo treinta días teniendo como locaciones a Dinamarca y a la República Checa.
La película se estrenó el 21 de febrero de 2006 en Estados Unidos.

## Argumento
Apenas unas semanas antes de su boda, el recién coronado Rey Edvard (Luke Mably) y su novia estadounidense Paige (Kam Heskin) encuentran su relación, y la monarquía danesa en peligro. La princesa Kirsten (Clemencia Burton-Hill), amiga de infancia de Edvard, viene de visita y para tratar de "robar" el amor de Edvard a Paige. Una antigua ley también saca a la luz, que le exigir a Edvard casarse con una mujer de la nobleza o de renunciar a la corona. El estrés hace que Paige y Edvard terminen para que Edvard pueda casarse con la princesa Kristen. La relación de Edvard y Paige se normaliza al final, cuando Paige, con la ayuda de sus amigos, encuentra un agujero del lazo en la ley de sucesión al trono; en el que es nulo, y sin efecto, si Paige puede demostrar el conocimiento de la Constitución Danesa, en danés, en el Parlamento.

## Elenco
- Luke Mably es Príncipe Edvard.
- Kam Heskin es Paige Morgan.
- Maryam d'Abo es Reina Rosalind.
- Clemency Burton-Hill es Princesa Kirsten.
- Jonathan Firth es Soren.
- Jim Holt es Príncipe Albert.
- David Fellowes es Rey Haarald.
- Daniel Cerny es Jake.
- David Fisher es Doctor.
- Mirek Hrabe es  Príncipe Vladimir.
- Paulína Bakarová es Princesa Gabrielle (es Paulina Nemcova).
- Lana Likic es Princesa Carmilla.
- Dan Brown es Obispo.
- Andrea Miltner es Birgitta
- Zdenek Maryska es Sr. Christianson